# Estadio Municipal Edmundo Larre Bollmann
El Estadio Municipal Edmundo Larre Bollmann de Río Bueno es un recinto deportivo de la Región de Los Ríos, administrado por la Ilustre Municipalidad de Río Bueno. En 2014, Deportes Valdivia, que milita en la Segunda División Profesional de Chile, hizo de local en este estadio. 

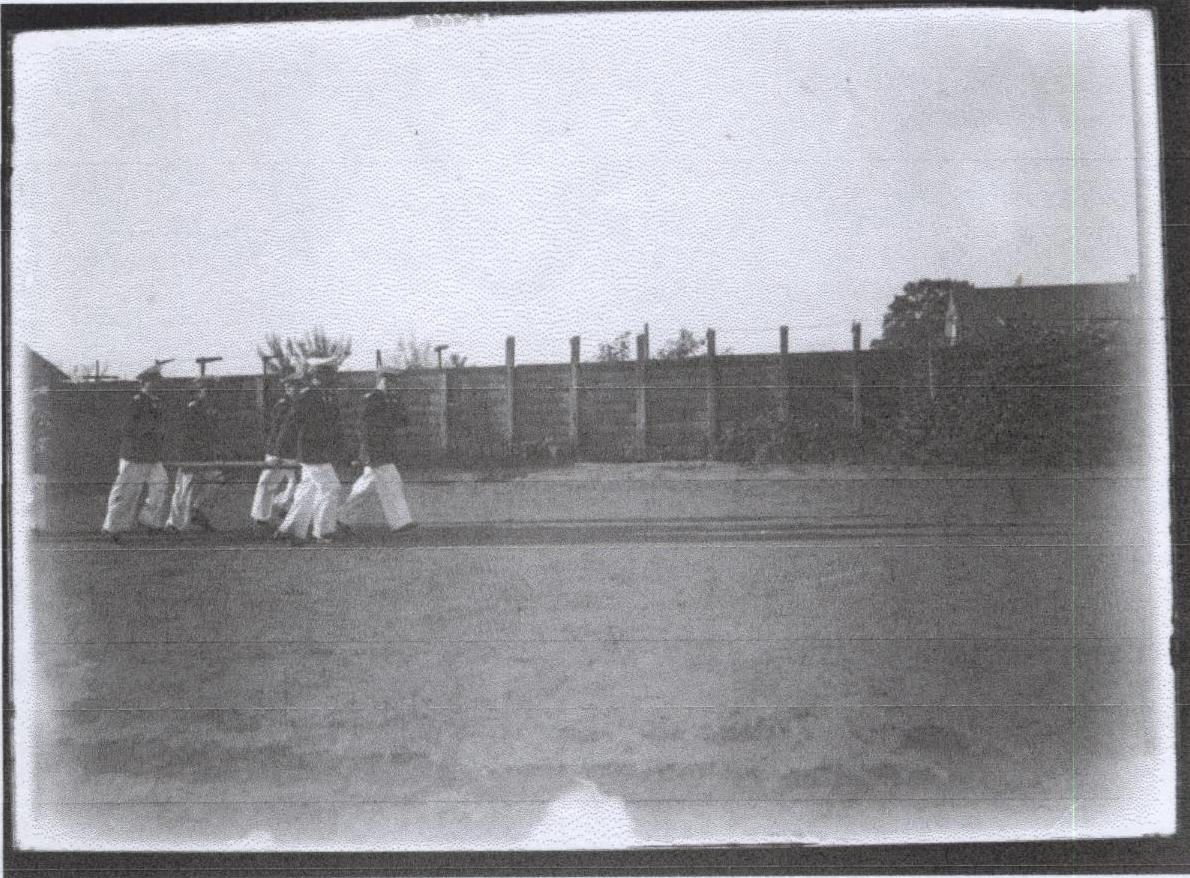
Estadio Municipal de Río Bueno en la antigüedad.

## Detalles
El Estadio Municipal Edmundo Larre Bollmann de Río Bueno se encuentra en Patricio Lynch 944, Río Bueno, Región de Los Ríos. Cuenta con una capacidad de 1000 espectadores sentados. Entre sus remodelaciones se destacan el nuevo marcador de Pantalla LED, camarines tanto de local y visita, también para árbitros.